# Anthacanthus
- Commons
- Wikispecies

Anthacanthus Nees, segundo o Sistema APG II, é um gênero botânico da família Acanthaceae.

## Sinonímia
- Oplonia Raf.

## Espécies
| - Anthacanthus acicularis - Anthacanthus armatus - Anthacanthus bispinosus - Anthacanthus cuneatus - Anthacanthus cuneifolius - Anthacanthus emarginatus | - Anthacanthus jamaicensis - Anthacanthus lycioides - Anthacanthus microphyllus - Anthacanthus nannophyllus - Anthacanthus purpurascens - Anthacanthus repandus | - Anthacanthus sinuatus - Anthacanthus spinosus - Anthacanthus sprengelii - Anthacanthus tetrastichus - Anthacanthus vincoides |

- «Lista completa»

## Classificação do gênero
| Sistema | Classificação                       | Referência            |
| ------- | ----------------------------------- | --------------------- |
| APG II  | Ordem Lamiales, família Acanthaceae | APweb, versão 9, 2008 |